# Кубок Косова по футболу
Кубок Косова (алб. Digitalb Kupa e Kosovës) — по спонсорским причинам является основным футбольным национальным кубковым турниром в Республике Косово. Он был создан в 1991 году и организован Федерацией футбола Косова.

## Финалы кубка

### В пределах СР Югославии
- 1984-85 Велазними (Джяковица)
- 1986-87 Велазними (Джяковица)
- 1987-88 Велазними (Джяковица)
- 1991-92 Трепча (Косовска-Митровица)
- 1992-93 Фламуртари (Приштина)
- 1993-94 Приштина (Приштина)
- 1994-95 Лириа (Призрен)
- 1995-96 Фламуртари (Приштина) 2-1 KF Dukagjini (Клина)
- 1996-97 2 Коррику[англ.] (Приштина) — Дрита (Гнилане) [финал не разыгрывался]
- 1997-98 турнир не проводился
- 1998-99 турнир не проводился

### Восстановлено после учрежденияМООНВАК
- 1999-00 Гиляни (Гнилане)
- 2000-01 Дрита (Гнилане)
- 2001-02 Бесиана[англ.] (Подуево) 2-1 Гиляни (Гнилане)
- 2002-03 КЕК[англ.] (Обилич) 3-1 Приштина (Приштина) [после дополнительного времени]
- 2003-04 Косова Приштина[англ.] (Приштина) 1-0 Беса (Печ)
- 2004-05 Беса (Печ) 3-2 КЕК[англ.] (Обилич)
- 2005-06 Приштина (Приштина) 1-1 Дреница (Скендерач[англ.]) [после дополнительного времени, 5-4 пенальти]
- 2006-07 Лирия (Призрен) 0-0 Фламуртари (Приштина) [3-0 пенальти]
- 2007-08 Велазними (Джяковица) 2-0 Трепча’89 (Косовска-Митровица)

### После провозглашения независимости
- 2008-09 Хюси (Подуево) 2-1 Приштина (Приштина)
- 2009-10 Лириа (Призрен)) 2-1 Велазними (Джяковица)
- 2010-11 Приштина (Приштина) 1-2 Беса (Печ)
- 2011-12 Трепча’89 (Косовска-Митровица) 3-0 Феризай (Урошевац)
- 2012-13 Приштина (Приштина) 1-1 Феризай (Урошевац) [после дополнительного времени, 4-3 пенальти]
- 2013–14 Хайвалия (Хайвалия) 1-2 Ферроникели (Глоговац, Косово)
- 2014-15 Ферроникели (Глоговац, Косово) 1-1 Трепча’89 (Косовска-Митровица) [после дополнительного времени, 5-4 пенальти]
- 2015-16 Приштина (Приштина) 2-1 Дрита (Гнилане)[1][2]
- 2016-17 ФК Лапи (Подуево) 1-1 Беса (Печ) [после дополнительного времени, 2-4][3]

### Результаты по клубам
| Клуб            | Победители | Победные сезоны                    |
| --------------- | ---------- | ---------------------------------- |
| Приштина        | 4          | 1993-94, 2005-06, 2012-13, 2015-16 |
| Велазними       | 4          | 1984-85, 1985-86, 1986-87, 2007-08 |
| Лириа           | 3          | 1994-95, 2006-07, 2009-10          |
| Беса            | 3          | 2004-05, 2010-11, 2016-17          |
| Фламуртари      | 2          | 1992-93, 1995-96                   |
| Ферроникели     | 2          | 2013-14, 2014-15                   |
| Трепча          | 1          | 1991-92                            |
| 2 Коррику       | 1          | 1996-97                            |
| Гиляни          | 1          | 1999-00                            |
| Дрита           | 1          | 2000-01                            |
| Бесиана         | 1          | 2001-02                            |
| КЕК             | 1          | 2002-03                            |
| Косова Приштина | 1          | 2003-04                            |
| Хюси            | 1          | 2008-09                            |
| Трепча’89       | 1          | 2011-12                            |